# Aréna Glencore
L'aréna Glencore, est un aréna à Rouyn-Noranda, en Abitibi-Témiscamingue, dans la province canadienne de Québec.

## Histoire
Le Centre récréatif de Noranda, vendu à la Ville de Rouyn-Noranda par la Mine Noranda au coût symbolique d'un dollar est devenu l'aréna Iamgold, auparavant connu sous le nom de l'aréna Dave-Keon.
Il a été nommé ainsi en l'honneur de Dave Keon, un ancien joueur de hockey de la Ligue nationale de hockey et membre du Temple de la renommée du hockey.
L'aréna accueille actuellement les Huskies de Rouyn-Noranda de la Ligue de hockey junior Maritimes Québec (LHJMQ).  Il a été bâti en 1951 et a été rénové et agrandi à l'été 2011. Sa réouverture a lieu le 24 novembre 2011 dans un match contre le Titan d'Acadie-Bathurst. Sa capacité assise est d'un peu moins de 3000 places et sa capacité totale avec les places debout est de 3 800 places.
En septembre 2021, l'aréna Iamgold a été renommée l'aréna Glencore.

## Bannières
numéros retirés
- 9 Mike Ribeiro
- 44 Jérome Tremblay
- XX André Tourigny (entraîneur et directeur-général de 2002 à 2013)

## Événements importants
- mai 1983 : conférence de Mohamed Ali dans le cadre des Championnats sportifs québécois[5]
- (date) : spectacle de Samantha Fox
- (date) : spectacle de Kenny Rogers
- (date) : spectacle d'Alannah Myles
- 26 et 27 juillet 2003 : spectacle de Star Académie 2003
- 3 juin 2006 : spectacle de Star Académie 2005